# Ричесон, Кларенс
Преподобный Кларенс Вирджил Томпсон Ричесон (15 февраля 1876 года — 21 мая 1912 года) — американский священник, который был казнён за убийство своей невесты Эвис Линнел.

## Биография
Происходил из простой семьи, был малограмотен и небогат. Ричесон имел маленький приход на в Хианнисе, денег зарабатывал очень мало. Тем не менее он имел яркую внешность, был приятен в обращении и умело произносил свои проповеди.
14 октября 1911 года он убил свою любовницу Эвис Линнел (род. 19.12.1891), которая была беременна от него. Он отравил её с помощью специальных пилюль. Убийство было совершено в Бостоне, оно вызвало большой резонанс в обществе. 21 мая 1912 года он был казнён на электрическом стуле. Незадолго до казни, Ричесон пытался кастрировать себя. Истинные мотивы Кларенса Ричесона остались до конца невыясненными.
В 1921 году доктор Вернон Бриггс, директор Массачусетского общества психической гигиены провёл собственное исследование дела Ричесона. Он резко раскритиковал факт казни Ричесона, заявив что обвиняемый был невменяем, много лет страдал от бреда и галлюцинаций. Противоположной версии придерживался Теодор Драйзер. Проводя аналогии с делом Честера Джиллетта, он был убеждён в корыстном мотиве Ричесона.

## Убийство и казнь

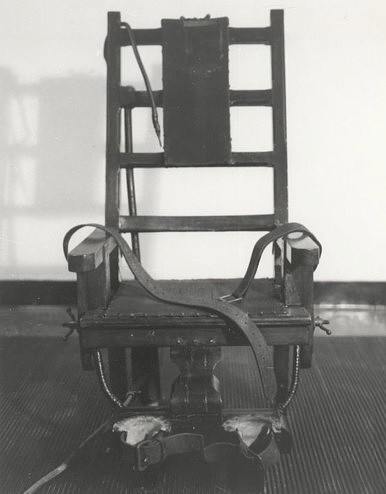
Ранний электрический стул. Ричесон был казнен на электрическом стуле 21 мая 1912 года.

Первоначально считалось, что смерть Эвис Линнел, 14 октября 1911 года в YWCA, в Бостоне, наступила по естественным причинам из-за того, что доктор Джордж Берджесс Макграт, судмедэксперт Бостона, назвал некомпетентностью врача коронера, Тимоти Д. Лехейна. Макграт сказал:
В данном случае о смерти судмедэксперту сообщил врач, вызванный в студенческий пансион, поскольку девочка внезапно скончалась.
Первоначального подозрения в насильственной смерти не было, и только тогда, когда вскрытие показало состояния желудка, предполагающее отравление цианистым калием, было высказано предположение о смерти от причин, отличных от естественных.

Дальнейшее изучение физического состояния, предполагающее суицид, убедительно свидетельствовало об этом мотиве смерти, и только внимание и усердие судебно-медицинского эксперта Лири, который вёл это дело, привели к дальнейшему расследованию со стороны полиции, в результате которого Ричесон был осуждён. 
Цианид был куплен 10 октября, но смерть Эвис наступила только в субботу, 14 октября, четыре дня спустя. Фармацевт сообщил полиции о покупке цианида, и 20 октября Ричесон был взят под стражу.
Большое жюри предъявило обвинение 2 ноября, оно содержало пять пунктов: «что он выдал», «что он отправил и передал», «что он заставил принять и проглотить яд», «что он дал его, замаскировав под медицинский препарат», и что «он совершил нападение и отравил с намерением убить, заставив принять яд». Судебный процесс был назначен на 15 января 1912 года.
В четыре утра, 20 декабря, Ричесон частично кастрировал себя в своей камере острым куском металла. В тюремной больнице доктор Лотроп счёл необходимым завершить кастрацию и зашил рану. Через несколько дней Ричесон сорвал швы с раны, и пришлось снова вызвать доктора Лотропа.
Присяжных так и не выбрали, так как 5 января он отказался от своего заявления о невиновности и признал себя виновным в убийстве первой степени. Признание вины было сделано перед судьей Сандерсоном 9 января, и у судьи не было других вариантов приговора, кроме как смертная казнь. Дата казни на электрическом стуле была назначена на 19 мая. Только после вынесения приговора его адвокаты подняли вопрос о невменяемости подсудимого. Они наняли двух психиатров, которые по отдельности сделали отчёты 24 апреля и 8 мая.
Ричесон был казнён на электрическом стуле 21 мая 1912 года в 00:17. Это была четырнадцатая подобная казнь с тех пор, как в Массачусетсе был принят такой способ казни. На то время этот тип казни был самым эффективным, поскольку ток нужно было применить лишь раз, а свидетельство о смерти было подписано через 15 минут после казни. В воскресенье, 19 мая, толпа возле тюрьмы стала настолько большой, что внешние ворота были закрыты, чтобы предотвратить вторжение толпы на территорию тюрьмы, и был назначен специальный полицейский патруль. На следующий день более двух тысяч человек часами стояли за стенами тюрьмы под проливным дождём. После казни толпа задержалась на всю ночь и полностью не рассеялась до следующего утра.